# Chariergus tabidus
Chariergus tabidus är en skalbaggsart som först beskrevs av Johann Christoph Friedrich Klug 1825.  Chariergus tabidus ingår i släktet Chariergus och familjen långhorningar.
Artens utbredningsområde är Uruguay. Inga underarter finns listade i Catalogue of Life.